# Abbaye de Saint-André-le-Bas de Vienne
 (janvier 2025).
L'abbaye de Saint-André-le-Bas de Vienne est une abbaye située à Vienne dans le département français de l'Isère et la région Auvergne-Rhône-Alpes.
L'abbaye fait l’objet d’un classement au titre des monuments historiques depuis le 8 février 1954. L'église Saint-André-le-Bas fait l’objet d’un classement au titre des monuments historiques par la liste de 1840.

## Histoire
L'abbaye de Saint-André-le-Bas est fondée au VIe siècle par le duc Ansemond, d'après son testament dont une copie tardive est conservée aux archives départementales de l'Isère.
Après avoir restauré l'église des saints Apôtre Pierre et Paul (église Saint-Pierre) et enrichi le couvent féminin l'Abbaye de Saint-André-le-Haut de Vienne), il fonde ce monastère masculin implanté au confluent du Rhône et de la Gère.
Les premiers temps de l'abbaye sont mal connus.
L'église du monastère devient chapelle du palais des rois de Bourgogne à la fin du IXe siècle.
Le monastère adopte la règle bénédictine sans doute à la fin du Xe siècle.
Attirant les donations, il devient l'abbaye la plus puissante de la ville, derrière l'Abbaye Saint-Pierre de Vienne.
Au XIIIe siècle, l'abbé obtient du pape le droit de porter la mitre. Le quartier dans laquelle elle est implantée, appelé la Grande Paroisse joue un rôle particulier dans la ville: d'une part, la population juive y est nombreuse (elle apparaît à ce titre fréquemment dans les archives de l'abbaye), d'autre part, les premières réunions des consuls de la ville se tiennent fréquemment à proximité de l'abbatiale.
Les difficultés liées à la guerre de Cent Ans et la concurrence des nouveaux ordres religieux réduisent le dynamisme du couvent qui ne parvient pas à se relever des guerres de Religion. Le nombre de moines se réduit et l'union du monastère avec celui de Saint-Chef en 1774, puis avec celui de Saint-Pierre en 1780 fait cesser la vie monastique sur le site à la veille de la Révolution.
L'église abbatiale devient paroissiale et les bâtiments conventuels sont vendus et partiellement démembrés.

## Abbatiale

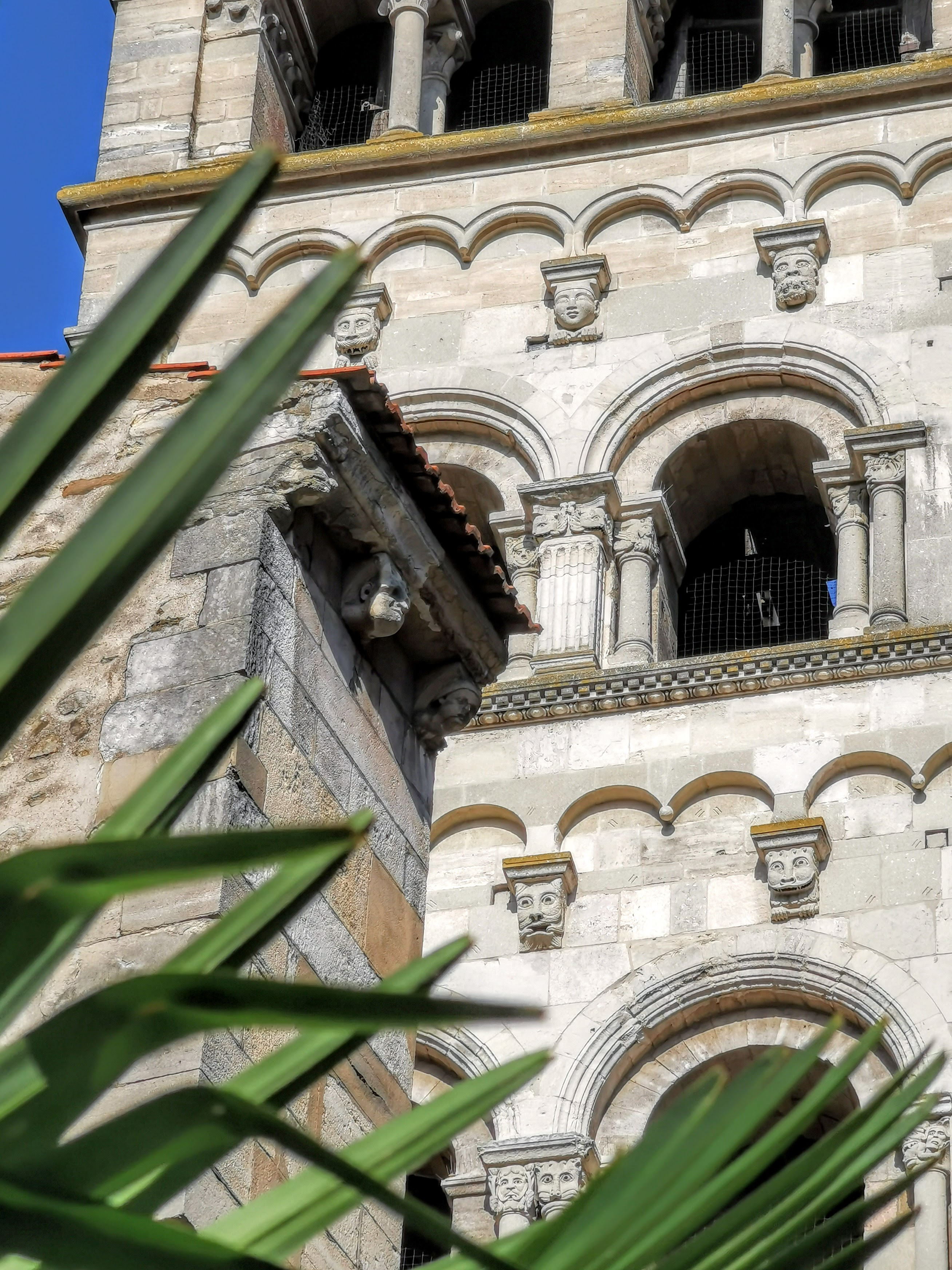
Façade ouest de l'abbatiale avec ses chimères.

L'église Saint-André-le-Bas a été édifiée sur une plateforme artificielle romaine, dont un passage voûté subsiste sous les travées occidentales.
Deux campagnes principales de constructions sont visibles : de la première (Xe siècle) subsiste l'élévation des murs gouttereaux, aux baies en plein cintre comblées ainsi que l'abside, reconnaissables à l'alternance d'assises de briques et de pierre. Il s'agissait d'un édifice basilical sans transept remployant de part et d'autre de l'abside deux colonnes antiques aux chapiteaux corinthiens.
La seconde campagne est datée par une inscription placée à la base d'un des pilastres de la nef : "Willelmus Martini me fecit anno Domini 1152" (Guillaume fils de Martin m'a fait ou m'a fait faire en l'an du Seigneur 1152). Elle a consisté à accroître la hauteur des murs, voûter l'ensemble de l'édifice, l'étayer par des arcs-boutants et lui adjoindre un clocher. C'est à cette campagne qu'on doit un ensemble de chapiteaux proches d'œuvres bourguignonnes contemporaines (Autun notamment).
À partir du XIIIe siècle, des chapelles sont ajoutées à l'édifice. Les stalles du chœur datent du début du XVIIIe siècle.
Au cours du XIXe siècle, plusieurs projets de reconstruction de la façade qui menaçait de s'effondrer se succèdent, avant d'aboutir au début du XXe siècle à la façade actuelle due à l'architecte Jules Formigé.

L'abbatiale est dotée d'un orgue Merklin, qui a été restauré en 2017.

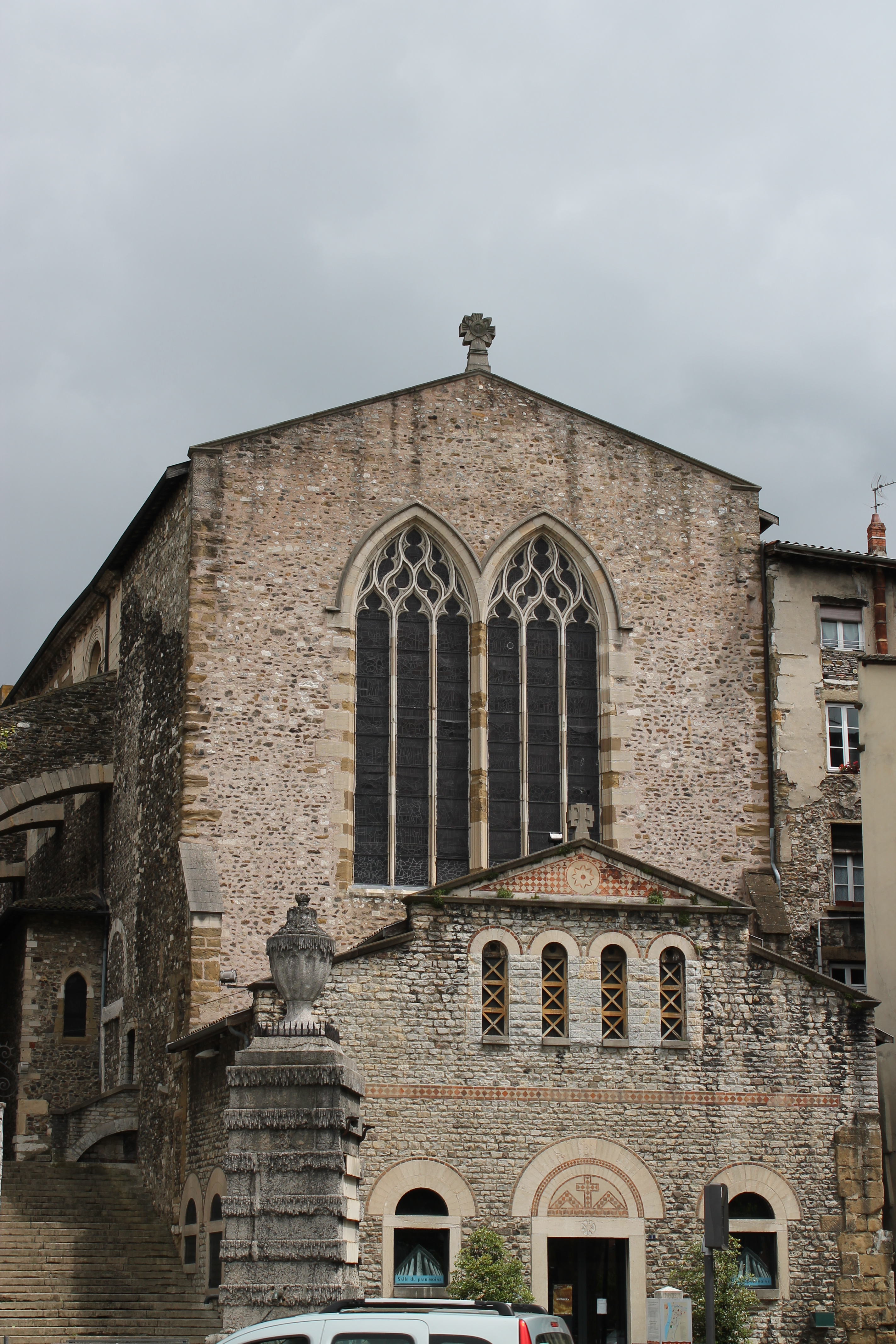
Façade occidentale.
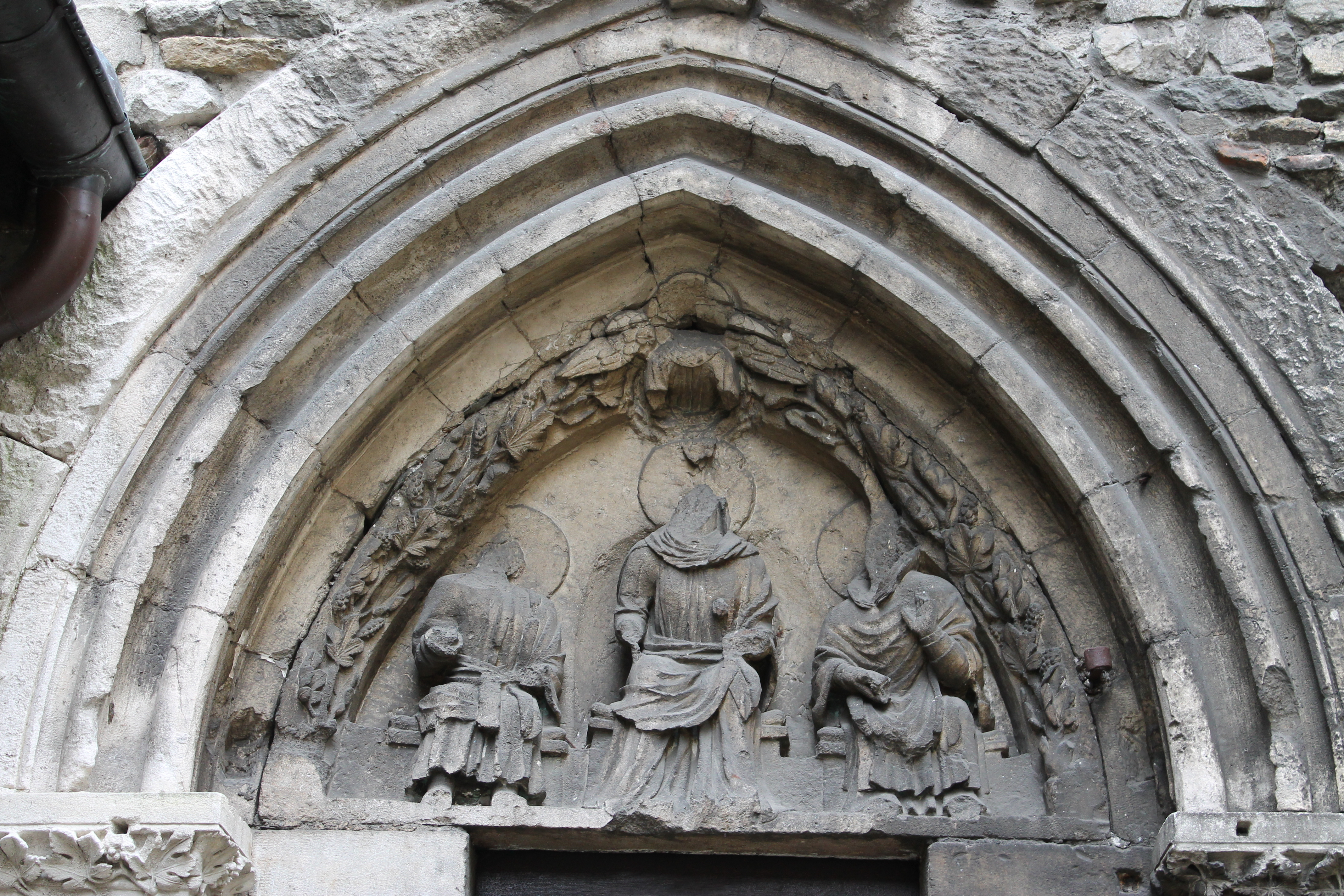
Tympan.
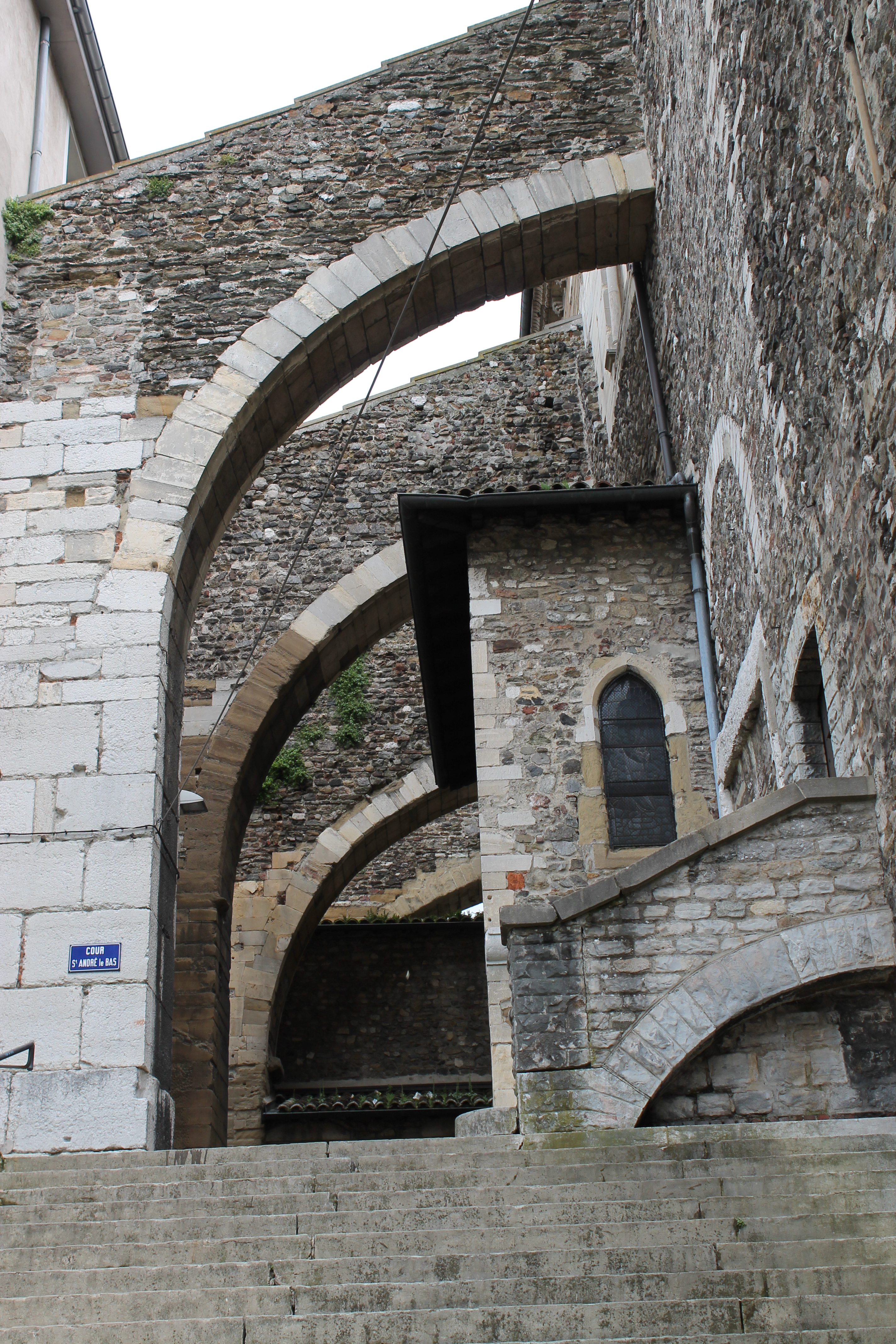
Arc-boutant nord.
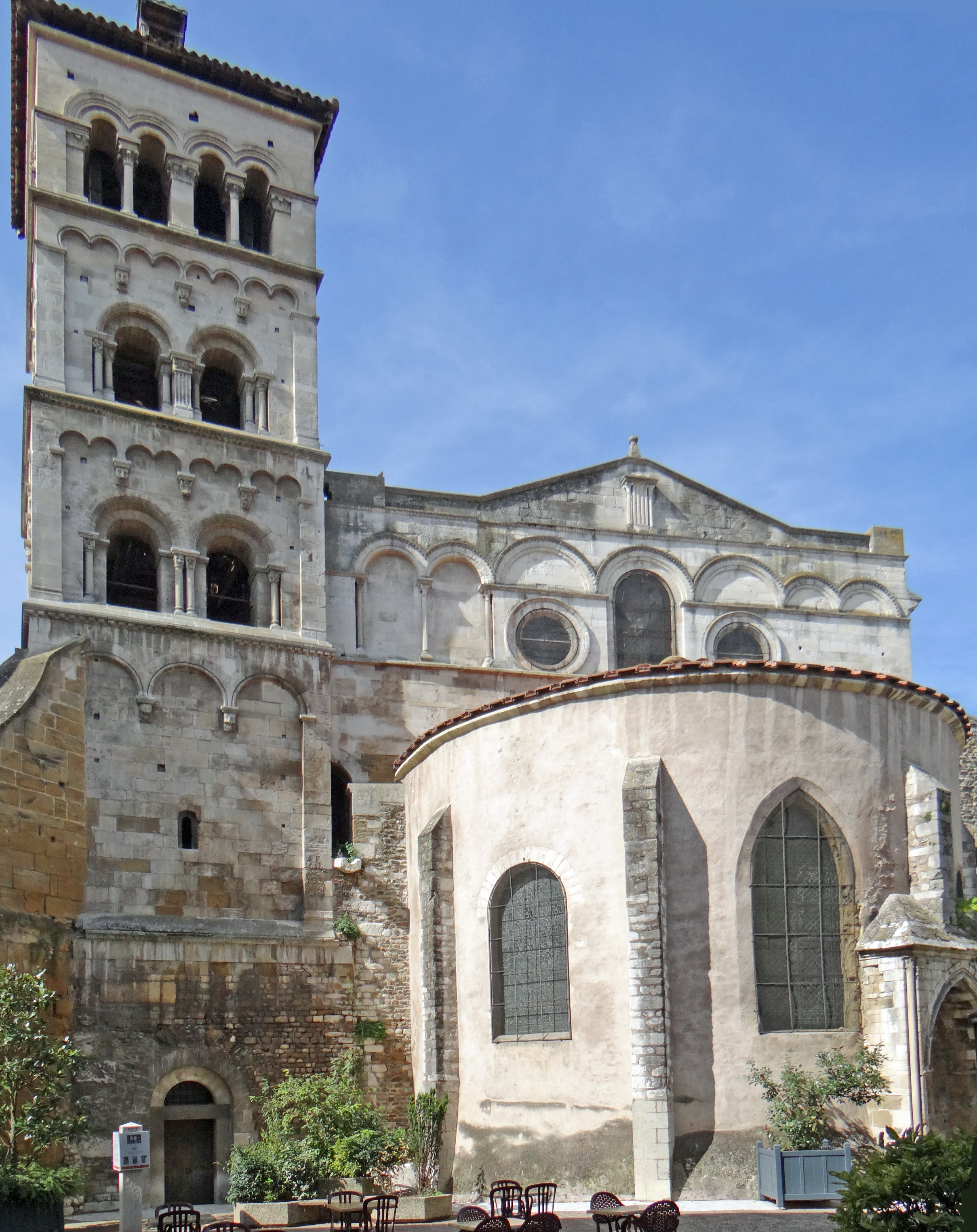
Chevet et clocher de l'église.
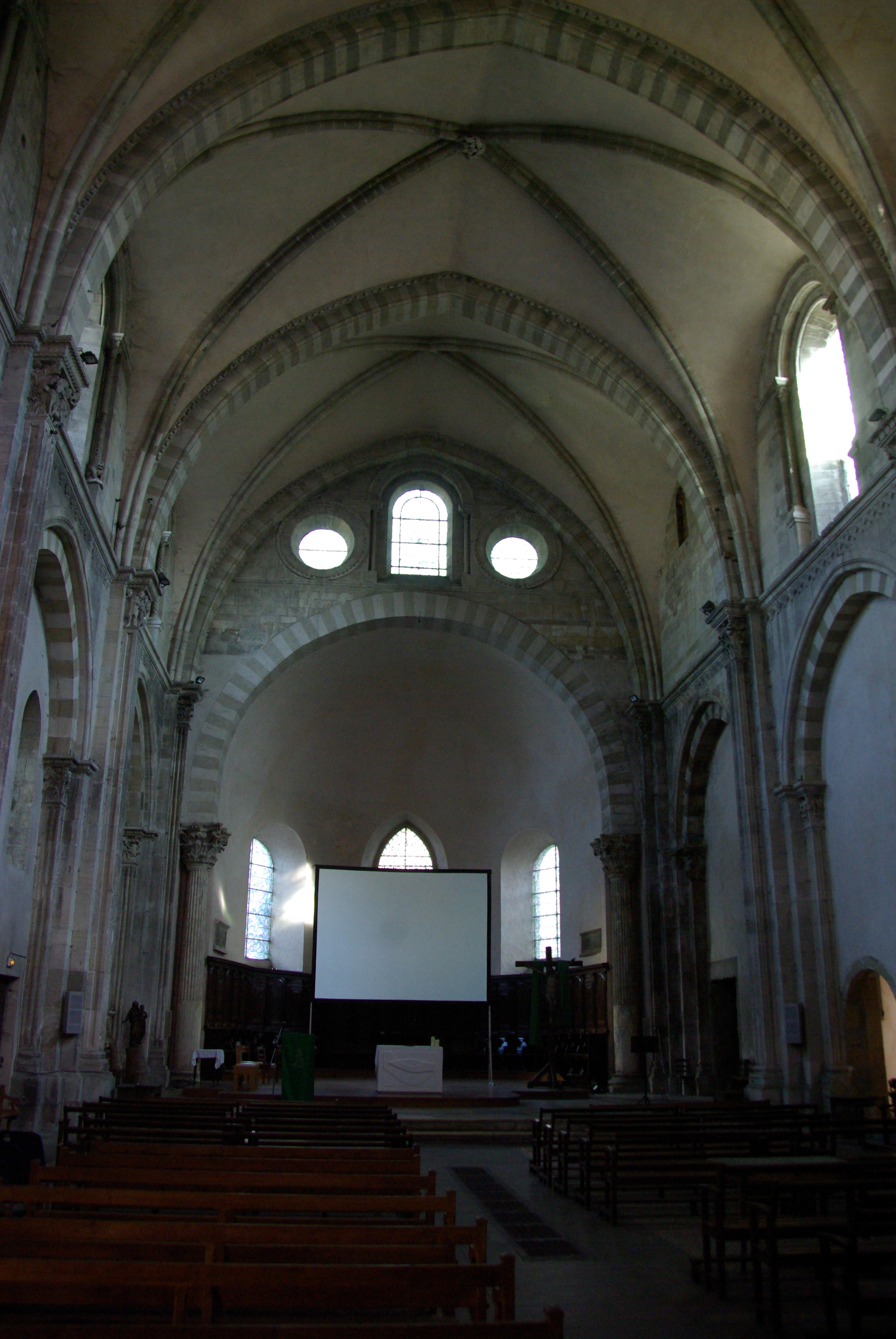
Nef et chœur.

## Cloître

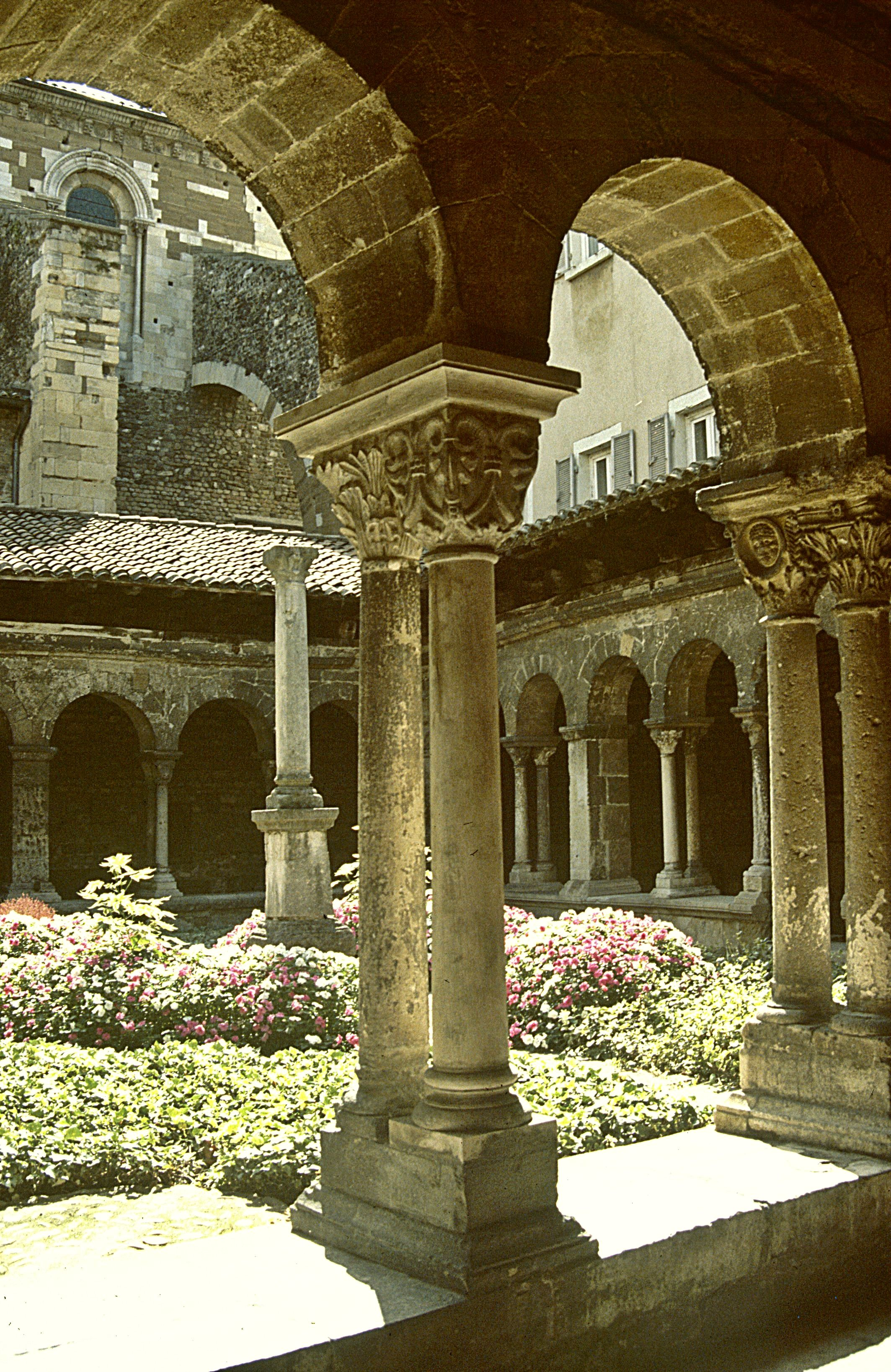
Son cloître roman.

Seul cloître roman complet de Rhône-Alpes, il a été construit au milieu du XIIe siècle. Ses sculptures sont proches de celles qui ornent le clocher de l'abbatiale. Il n'était pas voûté mais simplement charpenté comme ceux de Notre-Dame de l'Isle (Vienne) ou de Saint-Donat-sur-l'Herbasse. Une partie du plafond lambrissé actuel date de la fin du XVe siècle. Il était doté d'un étage. Après la fin de la vie conventuelle, l'aile sud a été démembrée et les autres ont été intégrées dans des constructions adjacentes. La restauration menée par Jules Formigé (inaugurée en 1938) lui a donné son aspect actuel : l'aile sud a été reconstituée à l'aide des éléments sculptés restitués par leur propriétaires et l'ensemble du plafond a été reconstitué. 
Les chapiteaux sont essentiellement végétaux, plus ou moins fortement inspirés de modèles corinthiens. Parmi eux figurent Samson déchirant le lion ou encore un ours dans une vigne. Certains fûts de colonnes sont ornés de motifs inspirés de l'architecture antique : imbrications de feuilles, rais de cœurs, perles notamment.

## Autres bâtiments de l'abbaye
L'ancienne église Saint-Pierre-entre-les-Juifs, église paroissiale dépendant de l'abbaye, conserve deux fenêtres incluses dans la façade d'un immeuble de la rue de la Table-Ronde. La chapelle de l'abbé n'est plus signalée que par un fragment de corniche et un modillon sur la façade sud de l'école de la Table-Ronde. La « maison du chamarier » (intendant de l'abbaye), accolée au sud de l'église abbatiale, conserve des éléments du XIIIe siècle. Enfin le palais abbatial aujourd'hui englobé dans l'école de la Table-Ronde conserve un escalier du XVIIIe siècle.
L'abbaye possédait également d'autres églises et établissements monastiques, entre autres les prieurés de Saint-Gervais à Saint-Gervais-sur-Roubion, de Saint-Philippe-de-la-Porte à Saint-Jean-de-la-Porte, de Septème, de Gleizé, de Moidieu-Détourbe ou encore la chapelle Saint-Maxime située sur la commune de Chuzelles.

## Épigraphie
L'église conserve, enchâssées dans les murs extérieurs de la nef ou du chevet ou dans le cloître, des stèles ou épitaphes médiévales, principalement des XIIe siècle et XIIIe siècle.
|  |